# Малакатин-Тас
Малакатин-Тас — гора на півдні острова Котельний (Якутія). Знаходиться на території охоронної зони Державного природного заповідника «Усть-Ленський».
Є найвищою точкою острова і групи островів Анжу.
Висота гори — 361 м або 374 м.
Гора є найвищою точкою Малакатинської височини, з'єднана гірської перемичкою з горою Орто-Тас (256 м).
На схилах гори беруть початок такі річки:
- Західна Захарка,
- Ліва Хормурганнах,
- Малакатинський,
- Улахан Урасалах,
- Хормурганнах.